# Tageteae
Tageteae Cass., 1819 è una tribù di piante spermatofite dicotiledoni della famiglia delle Asteraceae (sottofamiglia Asteroideae).

## Etimologia
Il nome della tribù deriva dal suo genere più importante Tagetes L. (sottotribù Pectidinae Less.) che a sua volta deriva, secondo la documentazione fornitaci dal botanico francese Joseph Pitton de Tournefort (Aix-en-Provence, 5 giugno 1656 – Parigi, 28 dicembre 1708), da "Tages" o "Tagus", dio etrusco degli inferi e nipote di Giove.
Il nome scientifico della tribù è stato definito dal botanico e naturalista francese Alexandre Henri Gabriel de Cassini  (1781-1832) nella pubblicazione "Journal de Physique, de Chimie, d'Histoire Naturelle et des Arts -  88: 162." del 1819.

## Descrizione
La tribù comprende prevalentemente specie erbacee, annuali o perenni, ma anche specie arbustive e in rari casi arboree o acquatiche. Queste piante sono ricche di sostanze volatili aromatiche (monoterpeni) che producono un caratteristico odore. Alcune specie (generi Flaveria e Pectis) usufruiscono di una via differente per la fissazione della CO2 chiamata fotosintesi C4 o Ciclo C4.
Le foglie lungo il caule sono disposte in modo alternato o opposto; la forma delle lamine varia da filiforme a ampiamente ovata; il contorno può essere semplice, pennato o bipennato; possono essere presenti delle ghiandole traslucide.
Le infiorescenze sono formate da capolini, solitamente di tipo radiato (raramente discoidi), terminali o raggruppati in aperti panicoli. I peduncoli talvolta sono fistolosi. I capolini sono formati da un involucro composto da diverse squame (o brattee) al cui interno un ricettacolo fa da base ai fiori di due tipi: quelli esterni del raggio e quelli più interni del disco. Gli involucri, con forme da cilindriche a emisferiche oppure campanulate, sono composti da più ranghi (1–5) di brattee; a volte alla base è presente un calice esterno. Le brattee sono subuguali oppure scalate in altezza; possono essere libere oppure fuse; la superficie può essere ricoperta da ghiandole di diversi tipi. Il ricettacolo, con forme da piatte a coniche, è usualmente privo di brattee ("epaleato"), oppure in alcune specie è provvisto di minute scaglie o setole; inoltre nella maggior parte delle specie è ricco di sacche ghiandolari.
Formula fiorale: per queste piante viene indicata la seguente formula fiorale:
* K 0/5, C (5), A (5), G (2), infero, achenio
I fiori sono tetraciclici (a cinque verticilli: calice – corolla – androceo – gineceo) e pentameri (ogni verticillo ha 5 elementi), raramente possono essere tetrameri oppure esameri. I fiori del raggio sono femminili, sono ligulati (zigomorfi) con corolla biloba, di colore per lo più giallo, in alcuni casi bianco o rosso-arancio. I fiori del disco sono ermafroditi (raramente sono funzionalmente maschili), sono actinomorfi ed hanno corolle tubolari a 5-6 lobi, talora con 1-2 lobi più grandi degli altri, di solito di colore giallo. Il calice è ridotto ad una coroncina di squame.
L'androceo è formato da 5 stami con filamenti liberi e antere saldate in un manicotto circondante lo stilo. Le antere sono fortemente sclerificate (raramente possono essere prive di sclerite). Le appendici delle antere hanno una forma deltata e sono glabre (sono prive di tricomi ghiandolari). Le celle dell'endotecio hanno in genere 1 - 2 (raramente 2 - 4) ispessimenti polari.
Il gineceo ha un ovario uniloculare infero formato da due carpelli sincarpici.. Lo stilo è unico e con due stigmi conforme da acute a strettamente affusolate nella parte apicale. Le superfici stigmatiche sono ampie e parallele e usualmente non confluiscono all'apice. Le appendici degli stigmi, mancanti o poco sviluppate, sono papillose, ma non vascolarizzate. Raramente i bracci dello stilo sono corti o arrotondati e fusi ad eccezione degli apici sempre presenti.
I frutti sono acheni, di forma grossolanamente da cilindrica a strettamente fusiforme, raramente sono compressi; sono a coste o striati; nella maggior parte delle specie è presente un pappo con poche o tante scaglie o setole; a volte è presente solo un anello di scaglie; raramente è assente. Gli acheni sono caratteristicamente provvisti di uno strato di fitomelanina, una sostanza organica che garantisce resistenza contro gli attacchi batterici e da parte degli insetti.

## Biologia
- Impollinazione: l'impollinazione avviene tramite insetti (impollinazione entomogama).
- Riproduzione: la fecondazione avviene fondamentalmente tramite l'impollinazione dei fiori (vedi sopra).
- Dispersione: i semi cadendo a terra (dopo essere trasportati dal vento per alcuni metri grazie al pappo - se presente) sono successivamente dispersi soprattutto da insetti tipo formiche (disseminazione mirmecoria).

## Tassonomia
La famiglia di appartenenza del gruppo (Asteraceae o Compositae, nomen conservandum) è la più numerosa del mondo vegetale e comprende oltre 23000 specie distribuite su 1535 generi (22750 specie e 1530 generi secondo altre fonti). La sottofamiglia (Asteroideae) è una delle 12 sottofamiglie nella quale è stata suddivisa la famiglia Asteraceae, mentre Tageteae è una delle 21 tribù della sottofamiglia. La tribù Tageteae a sua volta è suddivisa in 6 sottotribù (più alcuni generi incertae sedis)

### Filogenesi
Nella sua storica classificazione delle Asteraceae del 1819 Cassini inquadra le Tagetinee come sottoraggruppamento della tribù Heliantheae.
Nel 1981, Harold Ernest Robinson, basandosi su caratteri morfologici microscopici dei flosculi propone una suddivisione delle Heliantheae in 35 sottotribù e incorpora le Tagetinae nella sottotribù Pectidinae.
Più recentemente studi filogenetici hanno portato a scorporare le Tageteae, elevandole al rango di tribù a sé stante. Assieme a Heliantheae sensu stricto, Bahieae, Chaenactideae, Coreopsideae, Madieae, Millerieae, Neurolaeneae, Perityleae, Polymnieae ed Eupatorieae formano il clade Phytomelanic cipsela, caratterizzato dalla presenza nella cipsela di uno strato di fitomelanina.

I rapporti filogenetici tra le varie tribù di tale raggruppamento sono illustrati dal seguente cladogramma:
|  | \| \| Bahieae \| \| \| \| \| \| Chaenactideae \| \| \| \| |
|  |                                                           |
|  | Tageteae                                                  |
|  |                                                           |
|  | Bahieae                                                   |
|  |                                                           |
|  | Chaenactideae                                             |
|  |                                                           |

|  | Bahieae       |
|  |               |
|  | Chaenactideae |
|  |               |

|  | \| \| Bahieae \| \| \| \| \| \| Chaenactideae \| \| \| \| |
|  |                                                           |
|  | Tageteae                                                  |
|  |                                                           |
|  | Bahieae                                                   |
|  |                                                           |
|  | Chaenactideae                                             |
|  |                                                           |

|  | Bahieae       |
|  |               |
|  | Chaenactideae |
|  |               |

|  | Madieae                                                    |
|  |                                                            |
|  | \| \| Perityleae \| \| \| \| \| \| Eupatorieae \| \| \| \| |
|  |                                                            |
|  | Perityleae                                                 |
|  |                                                            |
|  | Eupatorieae                                                |
|  |                                                            |

|  | Perityleae  |
|  |             |
|  | Eupatorieae |
|  |             |

|  | Madieae                                                    |
|  |                                                            |
|  | \| \| Perityleae \| \| \| \| \| \| Eupatorieae \| \| \| \| |
|  |                                                            |
|  | Perityleae                                                 |
|  |                                                            |
|  | Eupatorieae                                                |
|  |                                                            |

|  | Perityleae  |
|  |             |
|  | Eupatorieae |
|  |             |

|  | Madieae                                                    |
|  |                                                            |
|  | \| \| Perityleae \| \| \| \| \| \| Eupatorieae \| \| \| \| |
|  |                                                            |
|  | Perityleae                                                 |
|  |                                                            |
|  | Eupatorieae                                                |
|  |                                                            |

|  | Perityleae  |
|  |             |
|  | Eupatorieae |
|  |             |

|  | Madieae                                                    |
|  |                                                            |
|  | \| \| Perityleae \| \| \| \| \| \| Eupatorieae \| \| \| \| |
|  |                                                            |
|  | Perityleae                                                 |
|  |                                                            |
|  | Eupatorieae                                                |
|  |                                                            |

|  | Perityleae  |
|  |             |
|  | Eupatorieae |
|  |             |

|  | \| \| Bahieae \| \| \| \| \| \| Chaenactideae \| \| \| \| |
|  |                                                           |
|  | Tageteae                                                  |
|  |                                                           |
|  | Bahieae                                                   |
|  |                                                           |
|  | Chaenactideae                                             |
|  |                                                           |

|  | Bahieae       |
|  |               |
|  | Chaenactideae |
|  |               |

|  | \| \| Bahieae \| \| \| \| \| \| Chaenactideae \| \| \| \| |
|  |                                                           |
|  | Tageteae                                                  |
|  |                                                           |
|  | Bahieae                                                   |
|  |                                                           |
|  | Chaenactideae                                             |
|  |                                                           |

|  | Bahieae       |
|  |               |
|  | Chaenactideae |
|  |               |

|  | Madieae                                                    |
|  |                                                            |
|  | \| \| Perityleae \| \| \| \| \| \| Eupatorieae \| \| \| \| |
|  |                                                            |
|  | Perityleae                                                 |
|  |                                                            |
|  | Eupatorieae                                                |
|  |                                                            |

|  | Perityleae  |
|  |             |
|  | Eupatorieae |
|  |             |

|  | Madieae                                                    |
|  |                                                            |
|  | \| \| Perityleae \| \| \| \| \| \| Eupatorieae \| \| \| \| |
|  |                                                            |
|  | Perityleae                                                 |
|  |                                                            |
|  | Eupatorieae                                                |
|  |                                                            |

|  | Perityleae  |
|  |             |
|  | Eupatorieae |
|  |             |

|  | Madieae                                                    |
|  |                                                            |
|  | \| \| Perityleae \| \| \| \| \| \| Eupatorieae \| \| \| \| |
|  |                                                            |
|  | Perityleae                                                 |
|  |                                                            |
|  | Eupatorieae                                                |
|  |                                                            |

|  | Perityleae  |
|  |             |
|  | Eupatorieae |
|  |             |

|  | Madieae                                                    |
|  |                                                            |
|  | \| \| Perityleae \| \| \| \| \| \| Eupatorieae \| \| \| \| |
|  |                                                            |
|  | Perityleae                                                 |
|  |                                                            |
|  | Eupatorieae                                                |
|  |                                                            |

|  | Perityleae  |
|  |             |
|  | Eupatorieae |
|  |             |

|  | \| \| Bahieae \| \| \| \| \| \| Chaenactideae \| \| \| \| |
|  |                                                           |
|  | Tageteae                                                  |
|  |                                                           |
|  | Bahieae                                                   |
|  |                                                           |
|  | Chaenactideae                                             |
|  |                                                           |

|  | Bahieae       |
|  |               |
|  | Chaenactideae |
|  |               |

|  | \| \| Bahieae \| \| \| \| \| \| Chaenactideae \| \| \| \| |
|  |                                                           |
|  | Tageteae                                                  |
|  |                                                           |
|  | Bahieae                                                   |
|  |                                                           |
|  | Chaenactideae                                             |
|  |                                                           |

|  | Bahieae       |
|  |               |
|  | Chaenactideae |
|  |               |

|  | Madieae                                                    |
|  |                                                            |
|  | \| \| Perityleae \| \| \| \| \| \| Eupatorieae \| \| \| \| |
|  |                                                            |
|  | Perityleae                                                 |
|  |                                                            |
|  | Eupatorieae                                                |
|  |                                                            |

|  | Perityleae  |
|  |             |
|  | Eupatorieae |
|  |             |

|  | Madieae                                                    |
|  |                                                            |
|  | \| \| Perityleae \| \| \| \| \| \| Eupatorieae \| \| \| \| |
|  |                                                            |
|  | Perityleae                                                 |
|  |                                                            |
|  | Eupatorieae                                                |
|  |                                                            |

|  | Perityleae  |
|  |             |
|  | Eupatorieae |
|  |             |

|  | Madieae                                                    |
|  |                                                            |
|  | \| \| Perityleae \| \| \| \| \| \| Eupatorieae \| \| \| \| |
|  |                                                            |
|  | Perityleae                                                 |
|  |                                                            |
|  | Eupatorieae                                                |
|  |                                                            |

|  | Perityleae  |
|  |             |
|  | Eupatorieae |
|  |             |

|  | Madieae                                                    |
|  |                                                            |
|  | \| \| Perityleae \| \| \| \| \| \| Eupatorieae \| \| \| \| |
|  |                                                            |
|  | Perityleae                                                 |
|  |                                                            |
|  | Eupatorieae                                                |
|  |                                                            |

|  | Perityleae  |
|  |             |
|  | Eupatorieae |
|  |             |

|  | \| \| Bahieae \| \| \| \| \| \| Chaenactideae \| \| \| \| |
|  |                                                           |
|  | Tageteae                                                  |
|  |                                                           |
|  | Bahieae                                                   |
|  |                                                           |
|  | Chaenactideae                                             |
|  |                                                           |

|  | Bahieae       |
|  |               |
|  | Chaenactideae |
|  |               |

|  | \| \| Bahieae \| \| \| \| \| \| Chaenactideae \| \| \| \| |
|  |                                                           |
|  | Tageteae                                                  |
|  |                                                           |
|  | Bahieae                                                   |
|  |                                                           |
|  | Chaenactideae                                             |
|  |                                                           |

|  | Bahieae       |
|  |               |
|  | Chaenactideae |
|  |               |

|  | Madieae                                                    |
|  |                                                            |
|  | \| \| Perityleae \| \| \| \| \| \| Eupatorieae \| \| \| \| |
|  |                                                            |
|  | Perityleae                                                 |
|  |                                                            |
|  | Eupatorieae                                                |
|  |                                                            |

|  | Perityleae  |
|  |             |
|  | Eupatorieae |
|  |             |

|  | Madieae                                                    |
|  |                                                            |
|  | \| \| Perityleae \| \| \| \| \| \| Eupatorieae \| \| \| \| |
|  |                                                            |
|  | Perityleae                                                 |
|  |                                                            |
|  | Eupatorieae                                                |
|  |                                                            |

|  | Perityleae  |
|  |             |
|  | Eupatorieae |
|  |             |

|  | Madieae                                                    |
|  |                                                            |
|  | \| \| Perityleae \| \| \| \| \| \| Eupatorieae \| \| \| \| |
|  |                                                            |
|  | Perityleae                                                 |
|  |                                                            |
|  | Eupatorieae                                                |
|  |                                                            |

|  | Perityleae  |
|  |             |
|  | Eupatorieae |
|  |             |

|  | Madieae                                                    |
|  |                                                            |
|  | \| \| Perityleae \| \| \| \| \| \| Eupatorieae \| \| \| \| |
|  |                                                            |
|  | Perityleae                                                 |
|  |                                                            |
|  | Eupatorieae                                                |
|  |                                                            |

|  | Perityleae  |
|  |             |
|  | Eupatorieae |
|  |             |

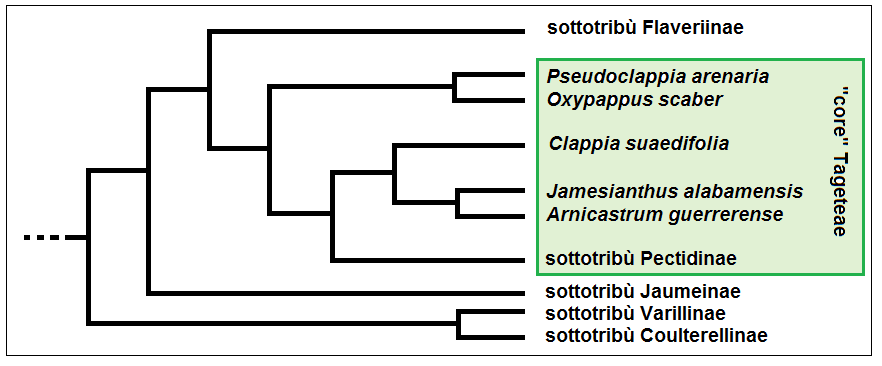
Cladogramma della tribù

La tribù delle Tageteae risulta monofiletica. All'interno della tribù, da un punto di vista filogenetico, si individua un gruppo di taxa (i quattro generi incertae sedis e le sottotribù Clappiinae e Pectidinae) che può essere considerato il "core" delle Tageteae; la sottotribù Flaveriinae risulta “gruppo fratello” di questo gruppo centrale. Le altre sottotribù si trovano in una posizione più "basale". Il cladogramma tratto dalla pubblicazione citata e semplificato dimostra la conoscenza filogenetica attuale (2015) della tribù.

### Composizione della tribù
La tribù Tageteae comprende 32 generi e circa 300 specie, raggruppate in 6 sottotribù:
 Sottotribù Clappiinae 
Comprende 1 genere e 1 specie:
- Clappia A.Gray (1 sp.)

 Sottotribù Coulterellinae 
Comprende 1 genere e 1 specie:
- Coulterella Vasey & Rose, 1890 (1 sp.)

 Sottotribù Flaveriinae 
Comprende 3 generi e circa 30 specie:
- Flaveria  Juss., 1789  (22 spp. )
- Haploësthes  A. Gray, 1849  (3 spp.)
- Sartwellia  A. Gray, 1852  (4 spp.)

 Sottotribù Jaumeinae 
Comprende 1 genere e 2 specie:
- Jaumea Pers., 1807 (2 sp.)

 Sottotribù Pectidinae 
Comprende 21 generi e circa 230 specie:
- Adenophyllum  Pers., 1807  (circa 10 spp.)
- Bajacalia  Loockernman, B.L. Turner & R.K. Jansen, 2003  (3 spp. )
- Boeberastrum  (A. Gray) Rydb., 1915  (2 spp.)
- Boeberoides (DC.) Strother, 1986  (1 sp.)
- Chrysactinia  A. Gray, 1977  (6 spp.)
- Comaclinium Scheidw. & Planch., 1852  (1 sp. )
- Dysodiopsis  (A. Gray) Rydb., 1915  (1 sp. )
- Dyssodia  Cav., 1801  (circa 5 spp.)
- Gymnolaena (DC.) Rydb., 1915  (3 spp.)
- Harnackia Urb., 1925  (1 sp.)
- Hydropectis Rydb., 1914  (3 spp.)
- Lescaillea Griseb., 1866  (1 sp. )
- Leucactinia Rydb., 1915  (1 sp.)
- Nicolletia A. Gray, 1845  (3 spp.)
- Pectis L., 1759 (circa 85 spp.)
- Porophyllum Adans., 1754 (30 spp.)
- Schizotrichia Benth. & Hook. f., 1873 (circa 2 spp.)
- Strotheria B.L. Turner, 1972  (1 sp.)
- Tagetes L., 1753 (circa 50 spp.)
- Thymophylla Lag., 1816 (circa 18 spp. )
- Urbinella Greenm., 1903  (1 sp. )

 Sottotribù Varillinae 
Comprende 1 genere e 2 specie:
- Varilla A.Gray, 1849 (2 sp.)

Genere incertae sedis:
- Arnicastrum Greenm. (2 spp.)
- Jamesianthus S.F.Blake & Sherff (1 sp.)
- Oxypappus Benth. (1 sp.)
- Pseudoclappia Rydb. (2 spp.)

## Chiave per le sottotribù
Per meglio comprendere ed individuare le varie sottotribù della tribù l'elenco seguente utilizza in parte il sistema delle chiavi analitiche.
- Gruppo 1A: i capolini contengono 1 - 2 fiori e l'involucro ha le brattee fuse insieme;

sottotribù Coulterellinae.
- Gruppo 1B: i capolini normalmente contengono 3 o più fiori, se sono meno di 3 allora l'involucro ha le brattee libere;

- Gruppo 2A: il ricettacolo è provvisto di pagliette a protezione della base dei fiori;

sottotribù Varillinae.
- Gruppo 2B: il ricettacolo non è provvisto di pagliette, in alcune specie è provvisto di scaglie minute o setole;

- Gruppo 3A: le foglie e/o le brattee dell'involucro sono ricoperte da ghiandole traslucide o pustole e sono aromatiche;

sottotribù Pectidinae.
- Gruppo 3B: le foglie e le brattee dell'involucro sono prive di ghiandole;

- Gruppo 4A: le foglie lungo il caule sono disposte in modo alternato, la forma va da filiforme a aghiforme e sono succulenti;

sottotribù Clappiinae: il ricettacolo è setoloso.
genere Pseudoclappia: il ricettacolo non è setoloso.
- Gruppo 4B: le foglie lungo il caule sono disposte in modo opposto, se verso l'infiorescenza sono alternate allora non sono succulenti;

- Gruppo 5A: le foglie sul caule e sulle infiorescenze sono disposte in modo alternato;

genere Oxypappus.
- Gruppo 5B: le foglie sono comunque disposte in modo opposto;

- Gruppo 6A: le piante sono stolonifere, i nodi presentano fenomeni di radicamento e formano come delle stuoie; le brattee dell'involucro sono succulente; l'habitat delle piante sono gli ambienti salmastri delle coste;

sottotribù Jaumeinae.
- Gruppo 6B: le piante non sono stolonifere e radicanti ai nodi; le brattee non sono succulente; le piante si trovano per lo più nelle aree interne continentali;

- Gruppo 7A: i tubi delle corolle sono ricoperti da lunghe ghiandole stipitate; le celle del tessuto endoteciale delle antere contengono 1 - 2 ispessimenti polari; gli stigmi dello stilo hanno delle forme da acute a deltate; il pappo dei fiori del disco è facilmente caduco;

genere Arnicastrum: i capolini sono solitari o raccolti in semplici cime; gli acheni dei fiori del disco hanno un pappo formato da numerose setole; la distribuzione di queste piante è relativa al Messico (occidentale e meridionale).
genere Jamesianthus: i capolini sono raccolti in cime panicolate; gli acheni dei fiori del disco hanno un pappo formato da 6 - 12 setole; la distribuzione di queste piante è relativa agli USA (sud-est).
- Gruppo 7B:  i tubi delle corolle sono glabri oppure ricoperti da pochi corti tricomi ghiandolari; le celle del tessuto endoteciale delle antere contengono 2 - 4 ispessimenti polari; gli stigmi dello stilo sono troncati; il pappo dei fiori del disco se presente è persistente;

sottotribù Flaveriinae.

## Distribuzione e habitat
L'areale della tribù abbraccia la zona temperata calda e la zona tropicale del Nuovo Mondo, dal sud degli Stati Uniti al Sud America, con un centro di biodiversità sugli altipiani del Messico; un'unica specie, Flaveria australasica, è presente in Australia.
| Sottotribù     | Distribuzione                                           |
| -------------- | ------------------------------------------------------- |
| Clappiinae     | USA (zone del sud-ovest) e Messico (zone del nord-est). |
| Coulterellinae | Baja California (Messico)                               |
| Flaveriinae    | America e Australia                                     |
| Jaumeinae      | America                                                 |
| Pectidinae     | America                                                 |
| Varillinae     | USA (sud - ovest) e Messico (settentrionale).           |

I generi non assegnati alla tribù (incertae sedis) sono distribuiti tra gli USA meridionali e il Messico.
I dati filogenetici suggeriscono che le Tageteae si siano sviluppate in Messico e che da lì si siano diffuse, per radiazione adattativa, con almeno tre eventi radiativi indipendenti in Sud America.

## Ecologia
Diverse specie di Tageteae sono note come piante nutrici delle larve di alcuni lepidotteri, tra cui Melanchra persicariae (Noctuidae), Nathalis iole (Pieridae), Leucaloa eugraphica, Rhodogastria amasis, Saenura flava, Spilosoma lineata, Spilosoma scita e Teracotona submacula (Erebidae).

## Proprietà
- Le Tageteae contengono monoterpeni volatili (ocimene, tagetone, tagetenone), responsabili del caratteristico odore.[22]
- Le Tageteae contengono tiofeni dotati di attività battericida.[23][24]
- Molte Tageteae sono ricche del carotenoide luteina, usato nell'Unione europea come additivo alimentare (INS-Number E161b).[25]

### Alcune specie

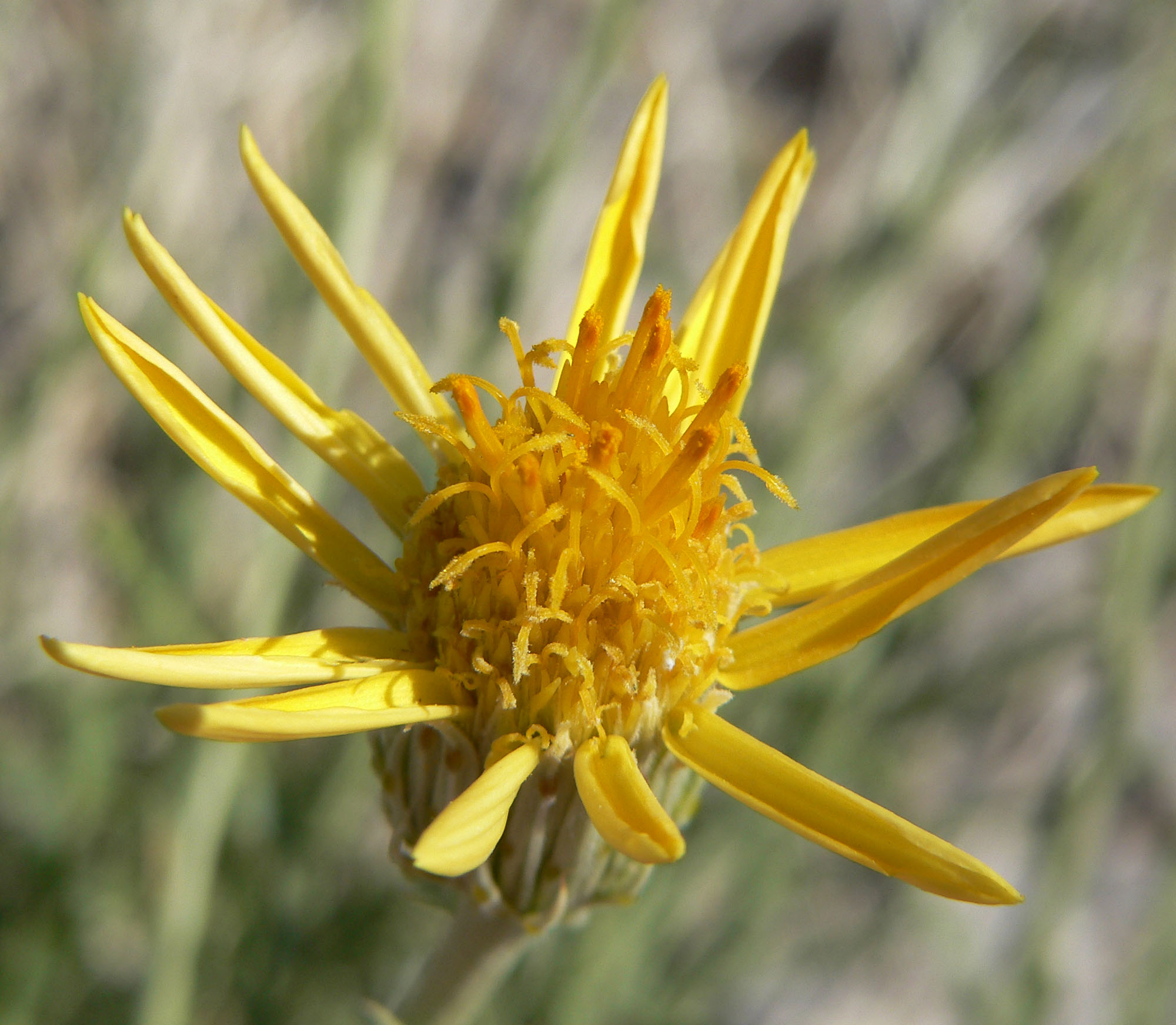
Adenophyllum cooperi
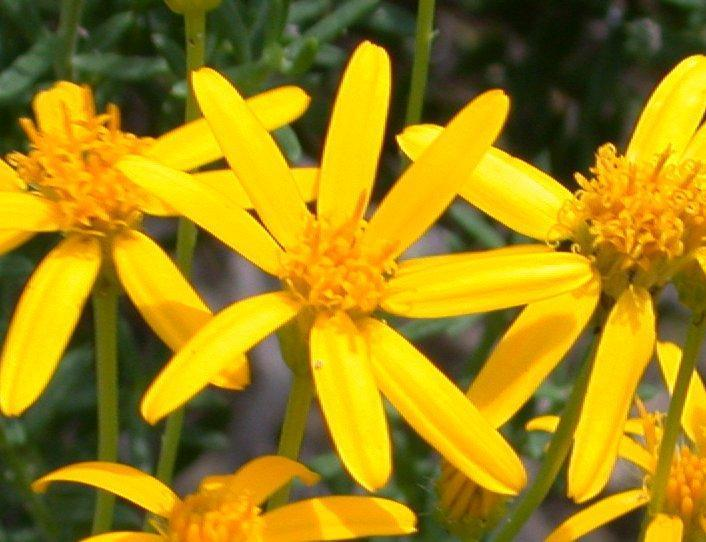
Chrysactinia mexicana
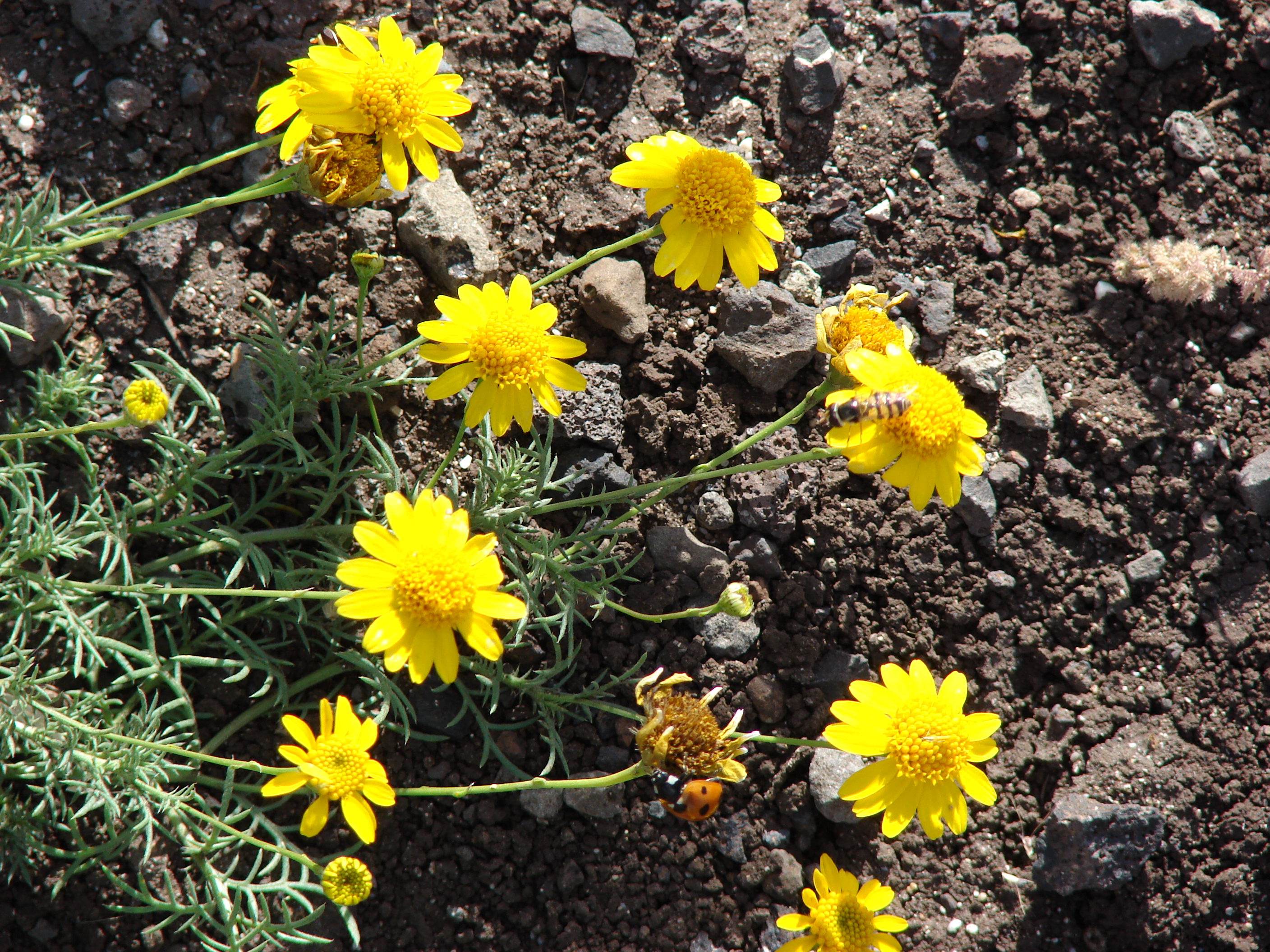
Dyssodia tenuiloba
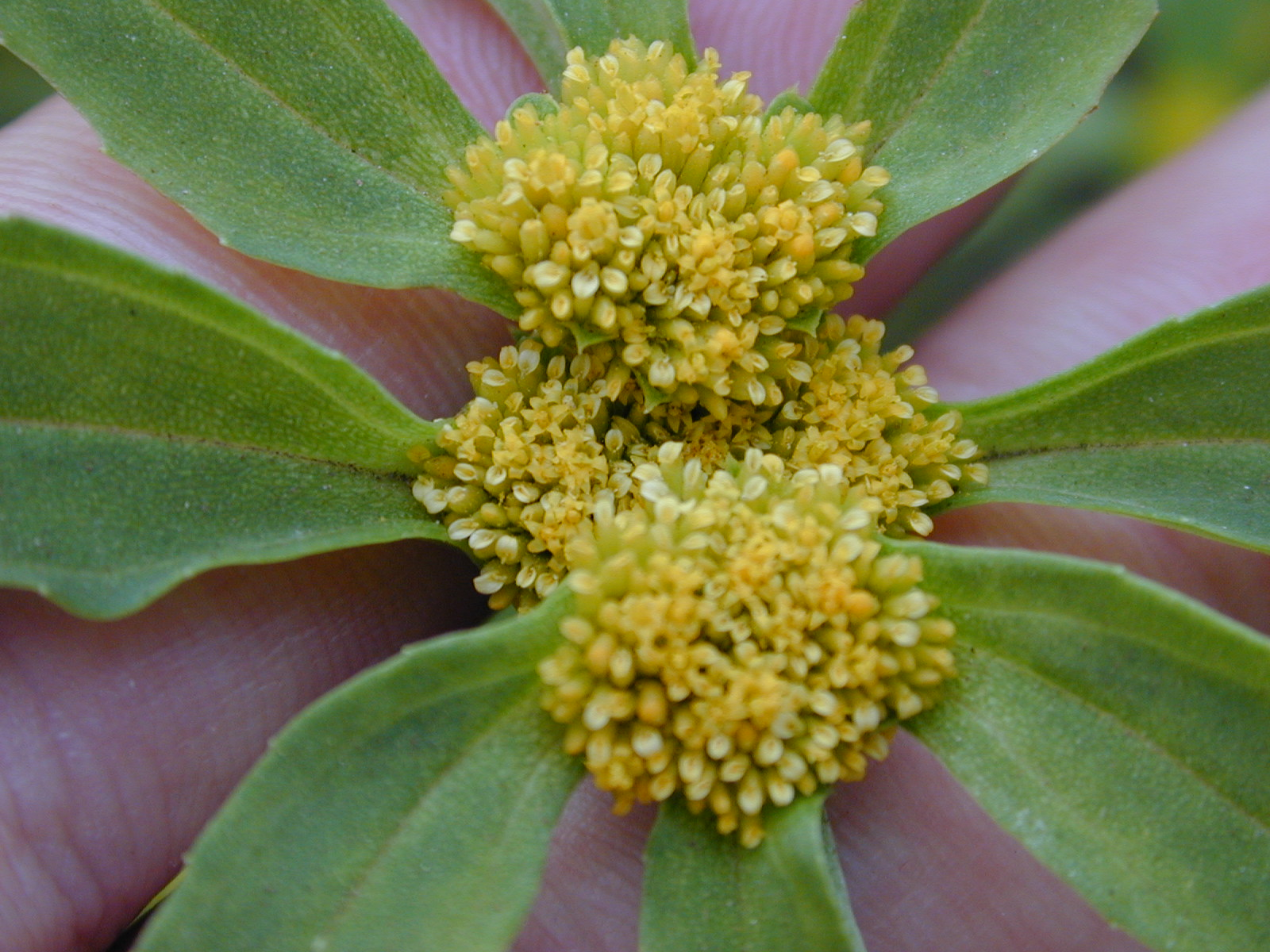
Flaveria trinervia
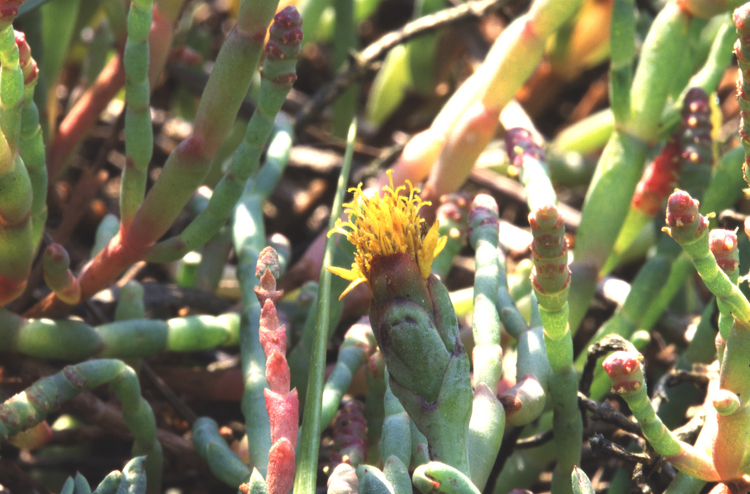
Jaumea carnosa
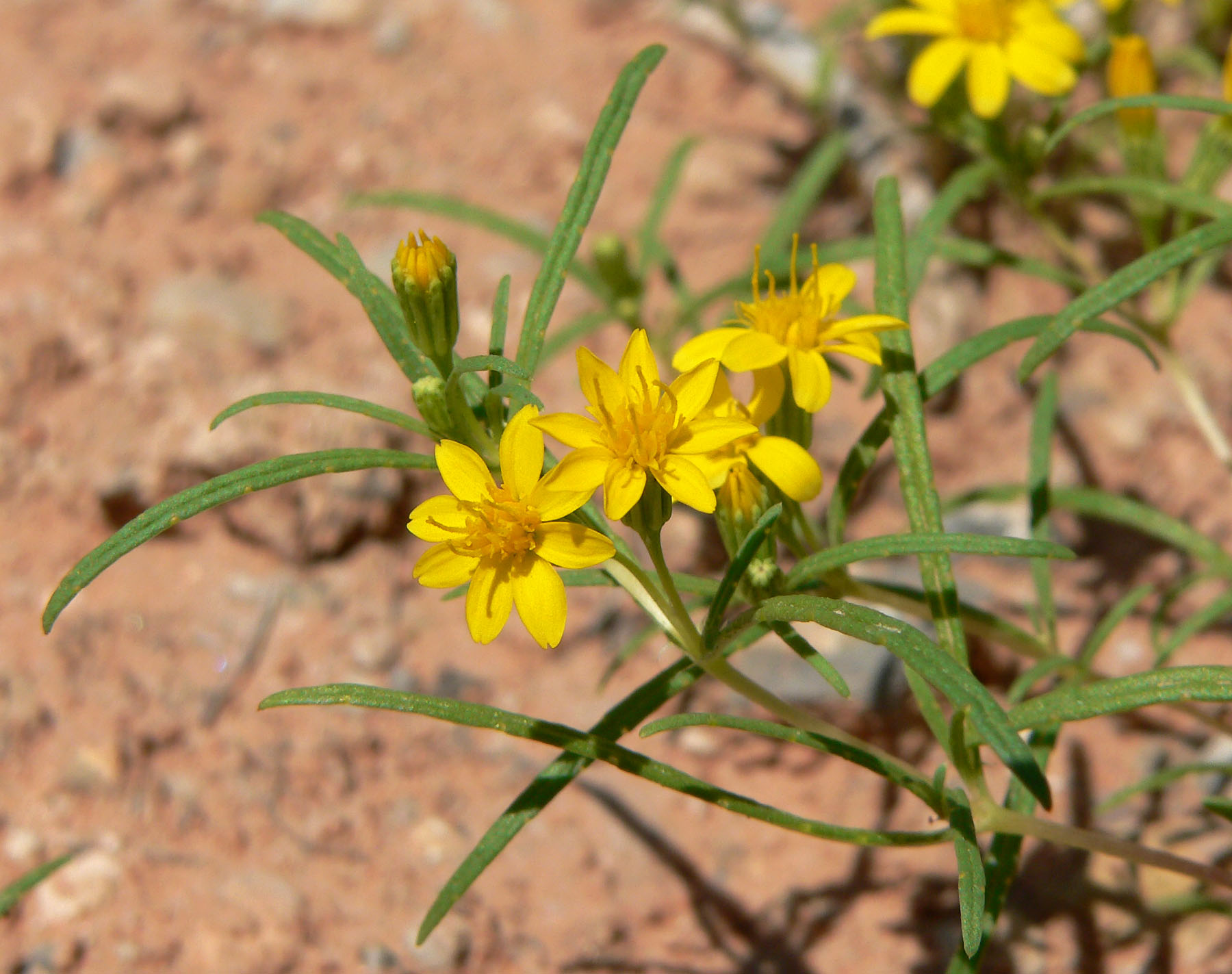
Pectis papposa
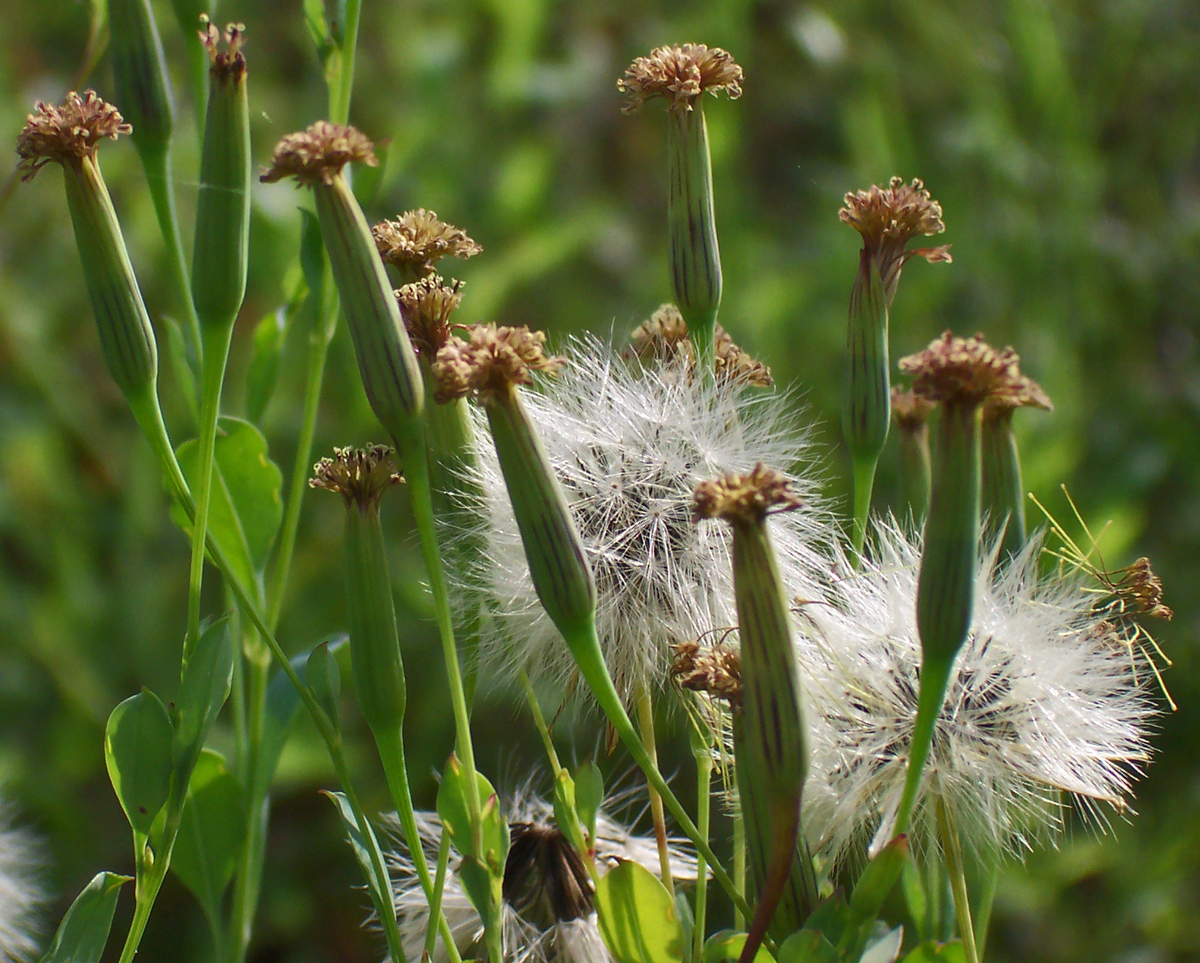
Porophyllum ruderale
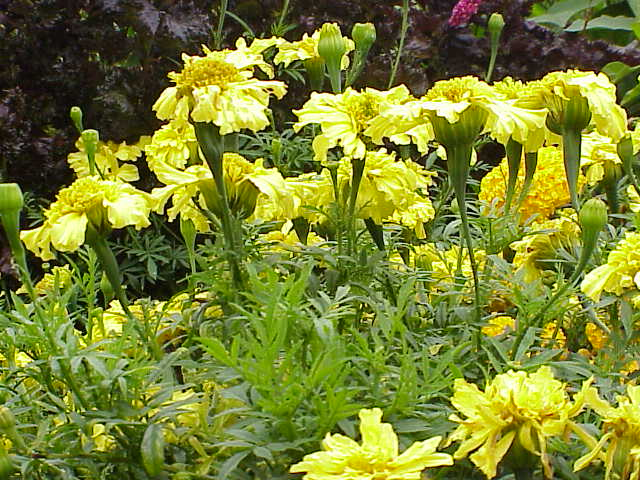
Tagetes erecta
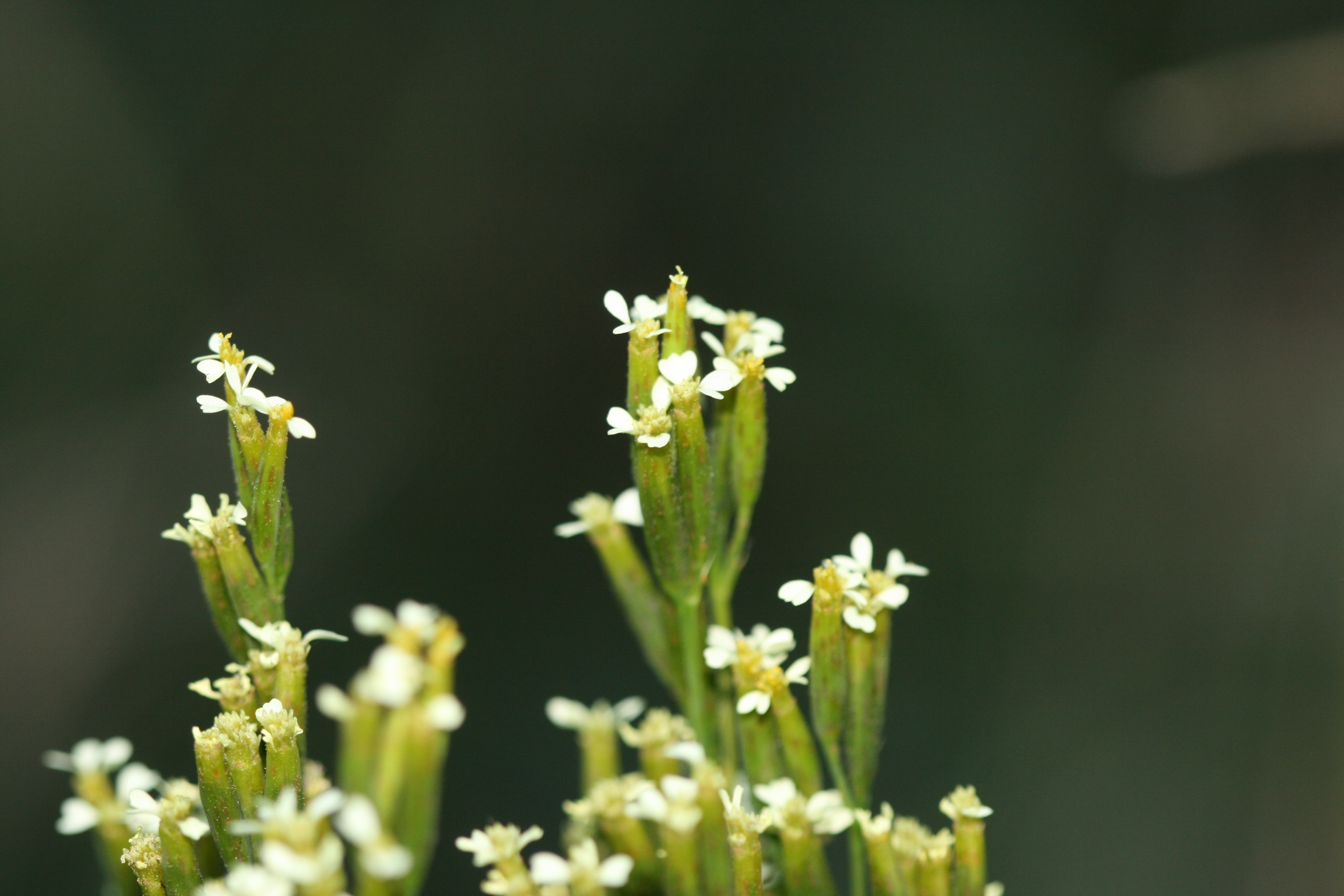
Tagetes minuta
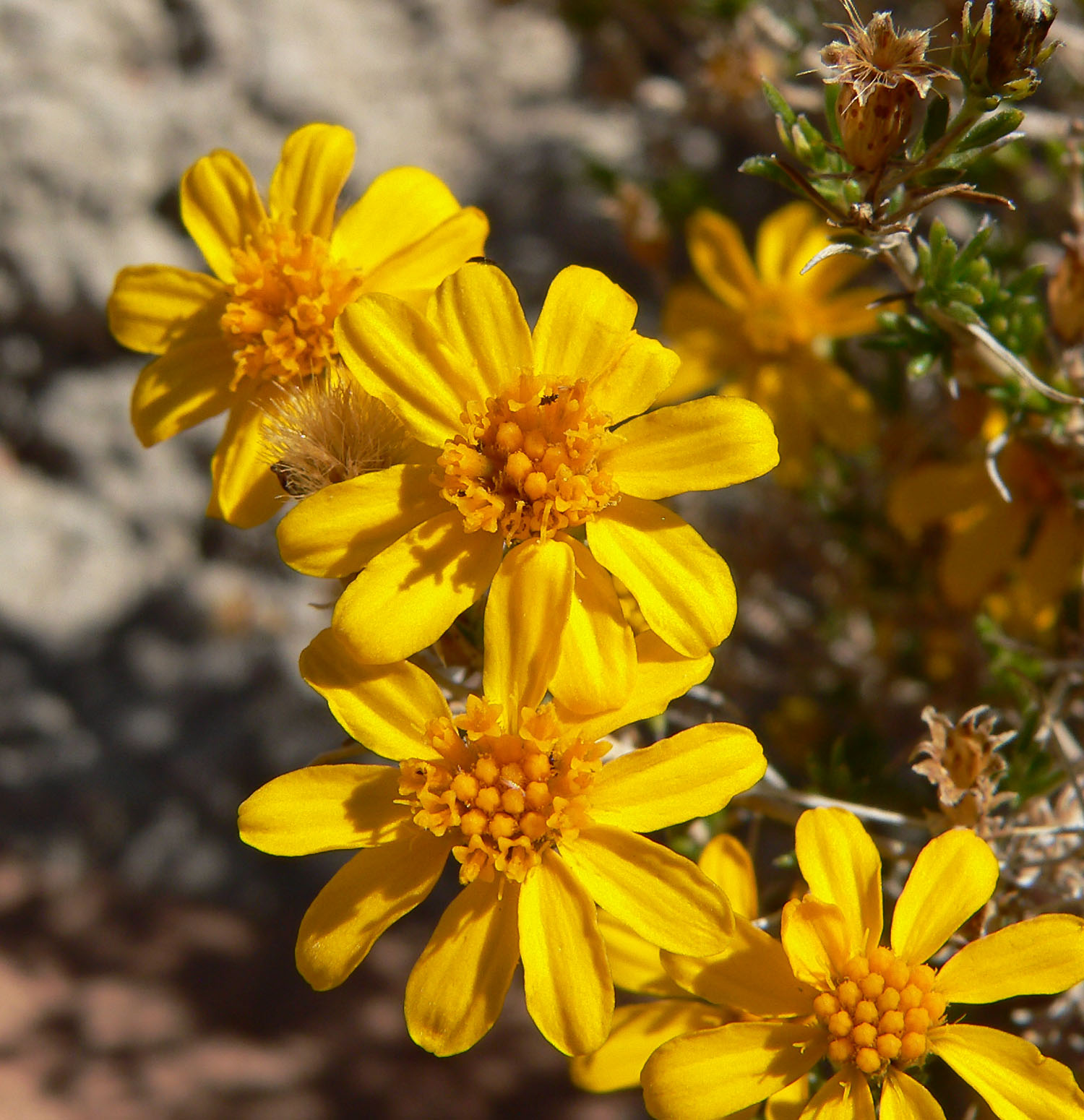
Thymophylla acerosa